# Rue Marinoni
La rue Marinoni est une voie du 7e arrondissement de Paris, en France.

## Situation et accès
La rue Marinoni est une voie publique située dans le 7e arrondissement de Paris. Elle débute au 48, avenue de La Bourdonnais et se termine allée Adrienne-Lecouvreur.
Le quartier est desservi par la ligne 8 à la station École Militaire.

## Origine du nom

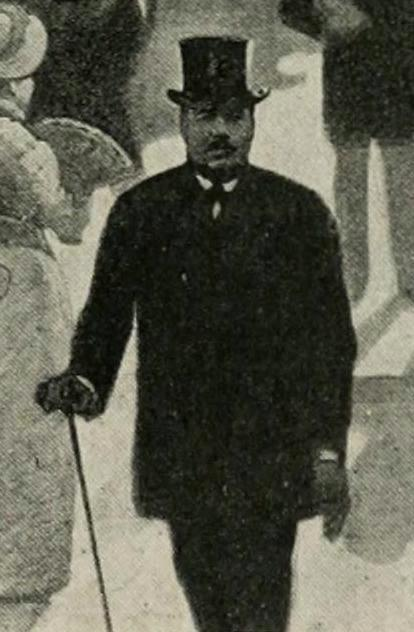
Hippolyte Marinoni.

Elle porte le nom d'Hippolyte Marinoni (1823-1904), constructeur des premières rotatives.

## Historique
Cette voie, ouverte par la Ville de Paris sur les terrains détachés du Champ-de-Mars en 1907, prend sa dénomination par un arrêté du 24 juin de la même année ; elle est classée dans la voirie parisienne par un décret du 4 février 1911.